# Софија Грандаковска
Софија Грандаковска (1973) је научница, песникиња и ауторка у областима упоредних књижевних студија и интердисциплинарних студија Холокауста, јеврејске историје, књижевности и културе, специјализована за област јеврејске историје и историје Холокауста на Балкану. Друго подручје њеног научног интересовања су византијске студије. Грандаковска је објавила бројне научне студије из области књижевне и визуелне семиотике, теорије књижевности, критике и интерпретације и уметности.

## Каријера

### Образовање и рад
Софија Грандаковска је дипломирала (1999), магистрирала (2007) и докторирала (2009) (научни смер) на Одељењу за општу и упоредну књижевност, Филолошког факултета „Блаже Конески“, Универзитета „Св. Ћирила и Методија“ у Скопљу, Република Северна Македонија. Њене дипломске, магистарске и докторске дисертације су из области књижевне и визуелне семиотике.
У својој дипломском дисертацији Интермедијални аспекти иконе (теологија, семиотика, апстрактна уметност) (1999), применом семиотичког модела упоредног проучавања књижевности и визуелних уметности (средњовековна икона и апстрактно сликарство), Грандаковска истражује питање „Да ли реч претходи слици, или слика претходи речи?“ Касније је теза овог рада развијена и објављена у њеној академској књизи Портрет слике [Портретот на сликата] (2010).
Грандаковска је 2006 године добила награду „Најбољи млади научник године Вита Поп-Јорданова“ од Македонске академије наука и уметности за изузетан академски рад и међународно објављене научне радове у области упоредних књижевних студија.
Њена магистарска дисертација, одбрањена 2007 године (објављена под насловом „Говор молитве“ [Говорот на молитвата] у 2008), усредсређена је на дефинисање дискурса молитве у интердисциплинарном домену, од архаичних манифестација до његове књижевне феноменологије у јеврејској, хеленистичкој, византијској и старословенској књижевној традицији и семиотика антропологије.
Грандаковску је 2007 године номиновало Одељење за књижевност и књижевне науке Македонске академије наука и уметности за научно истраживање у Српске академије наука и уметности у Београду. На Византолошком Институту и Балканолошком Институту у САНУ, Грандаковска истражује на тему: „Историјске перспективе између старозаветне поезије и византијске књижевности“, коју је касније развила и разрадила у својој докторској дисертацији Богородични Акатист у контекст византијске химнографије (2009) касније објављена у књизи Неседална химна кроз рећ и фреску [Неседалната химна низ слово и фреска] (2017).
У пролеће 2009 године, Грандаковска била је сарадник у уметничком центру  apexart (Њујорк), а касније те године постала је доцент за област теорије културе на Институту за друштвене и хуманистичке науке „Евро Балкан“ (Скопље), где предавала је у периоду 2009-2013 године.  2014 године изабрана је за вишег научног сарадника / ванредног професора на Институту за националну историју, Универзитет Св. Ћирила и Методија у Скопљу.
У 2013. - 2014. години, др Грандаковска је радила као постдокторанткиња на Међународном институту за истраживање холокауста Jад Вашема. Тема њеног истраживања била је „Холокауст у Македонији: Депортација македонских Јевреја“, са фокусом на њихов непризнати грађански статус и њихов третман као небугарских држављана на територији вардарске Македоније коју је окупирала, администрирала и припојила Краљевина Бугарска, што је довело до њиховог депортовања у Треблинку II као res nullius.
У 2016. - 2018. години јој Клеимс Конференс (Claims Conference) додељује  постдокторска стипендија Саул Каган за напредне Шоа студије  за истраживање „Јевреји из Македоније и Холокауст: раса, држављанство, депортација“. Њено интердисциплинарно и интеристоријско научно истраживање било је усмерено на питања расе и нације у 20. веку кроз пример различитих искустава Холокауста македонских Јевреја, укључујући она из вардарске Македоније и оних који су боравили на територији Југославије. Као Саул Каган истраживач, Грандаковска је била у афилијацији са Факултетом за медије и комуникације, Универзитета Сингидунум у Београду.
2018. године др Грандаковска била је гостујући научник у Центру за јеврејску историју (Њујорк) (Center for Jewish History). Њена тема истраживања била је „Раздвојене историје Сефарда из Монастира: Холокауст и миграција у Америку“. Основни фокус њеног истраживања био је усредсређен на насељавање такозване Монастирлије, Сефарда из македонског града Монастир (Битољ), у Њујорку, Индианаполису и Рочестеру, које се догодило током три миграциона таласа у периоду између 1900 и 1924 године. Грандаковска је истраживала њихову институционалну (социјалну, верску и професионалну) интеграцију у новом америчком окружењу које је пружило нову географску референцу за ову групу као и учешће Монастилије у стварању новог културног наратива о историји сеобе у 20. веку.
Од 2019 године, Грандаковска је професор на John Jay College of Criminal Justice (City University of New York), на Одељењу за антропологију. Предмет који она предаје истражује питања „културе и злочина“ која се манифестују у насилном облику, са посебним нагласком на колонијализам, рат и геноцид у различитим друштвима, територијама и временима.

### Упоредна књижевност и студије културе
Софија Грандаковска је аутор неколико научних књига о интердисциплинарним студијама књижевности, уметности и културе.
Дискурс молитве [Говорот на молитвата] (2008) проучава феномен молитве у људској историји и њено порекло, њен предкњижевни контекст и њен развој у различитим цивилизацијама и људским начинима за превазилажење страха и тражење добра. Књига даље проучава молитву као књижевну врсту у хеленистичкој, јеврејској, хришћанској, византијској и старословенској књижевности.
Портрет слике [Портретот на сликата] (2010) је збирка која обједињује истраживање спроведено у дванаест различитих тема, повезане са тумачењем књижевних појава и облика уметничког и духовног изражавања у средњовековној и савременој епохи. Теме су представљене као теоријски прозори за разумевањекултурног наслеђа Републике Северне Македоније, обједињујући неколико хуманистичких области, попут археологије и њених поддисциплина, историје ликовне уметности, уметничке критике, књижевних жанрова, културно-историјских анализа и студија средњовековне и савремене духовне културе.
Неседална химна кроз реч и фреску [Неседалната химна низ слово и фреска] (2017) је мултидисциплинарна студија посвећена етичким, естетским и поетским аспектима византијске Акатистне химне у њеном терминолошком разумевању, историјском, књижевном, литургијском и визуелном контексту. Истраживање улази у књижевни текст Акатиста, као и трансформација химне у сликарство (попут примера осликаног циклуса Акатиста у цркви „Свети Димитрије“ - Марков манастир код Скопља).
Минијатуре и максимале [Минујатури и максимали] (2020) је збирка књижевних научних критичких студија и есеја о низу тема, са тачком контакта око улоге литературе у савременом друштвеном контексту. Пет делова књиге посвећено је античкој и византијској поетици и визуелним уметностима, Холокаусту и јеврејској историји и култури (представљени кроз архивске документе о Сефардима у Османској Македонији и сефардској литератури), модерним дискурсима о рату, антропологији и деконструкцији центри моћи, савремена македонска књижевност и помаци у савременој светској књижевности изазвани руском авангардном прозом.

### Историја Јевреја и Холокауста на Балкану
Софија Грандаковска је уредница, ауторка предговора и коаутор двојезичне хрестоматије Јевреји из Македоније и холокауст: историја, теорија, култура [Евреите од Македоније и холокаустот: историја, теорија, култура / The Jews from Macedonia and the Holocaust: History, Theory, Culture] (2011). Књига се појавила у контексту недостатка студија о судбини Јевреја из вардарске Македоније током Другог светског рата. Од 7.148 македонских Јевреја послатих у логор за истребљење Треблинка, ниједан није преживео. Прву збирку докумената о Холокаусту у Македонији објавиле су Вера Весковић-Вангели и Жамила Колономос тек 1986. године. Књига др Грандаковске из 2011. године сматра се другим референтном оријентиром на ову тему. Хрестоматија је структурисана као интердисциплинарни и интертекстуални приступ, покривајући три главна аспекта дискусије о Холокаусту: историју, културу и теорију. Састоји се од оригиналних текстова 14 аутора, као и архивске и фотографске грађе.
Грандаковска је ауторка каталога и ко-куратор (заједно са Жанетом Вангели, дизајнерком изложбе) мултимедијалне изложбе Јевреји из Македоније и Холокауста (Македонска академија наука и уметности, Скопље, 2011) и Галерија Јеврејске заједнице, Београд (2013), као визуелна реплика на дискурзивном нивоу хрестоматије. Документарни филм Јевреји из Македоније и Холокауст, заснован на њеном истраживању и колекцику докумената, реализовала је Жанета Вангели, а продуцирао Институт за друштвена и хуманистичка истраживања „Евро-Балкан“ (2011).
Др Грандаковска је била предавач, програмски дизајнер и организатор прву летњу школу у студијама холокауста Различите стратегије преживљавања јеврејских и ромских заједница у Македонији: од отпора до меморијализације [The Diverse Survival Strategies of Jewish and Roma Communities in Macedonia: From Resistance to Memorialization] (2011) у Републици Северној Македонији, којој су присуствовали млади научници из европских земаља, а што након тога је праћено низом других активности.
У периоду 2011–2012 године, Грандаковска је сарађивала са Мајклом Беренбаумом  [Michael Berenbaum] и била је ангажована групе Беренбаум (Лос Анђелес, Калифорнија) [Berenbaum Group] као професионални саветник и истраживач за концептуални развој пројекта „Изложба Меморијалног музеја Холокауста за Јевреје из Македоније“.
Грандаковска била је саветник, истраживач и аутор у сегменту фокусираном на депортацију Јевреја из Македоније и реорганизацију јеврејске заједнице у Социјалистичкој Републици Македонији после Другог светског рата из документарног филма Јевреји из Македоније, у режији Дејана Димеског, у продукцији Националне телевизије и Министарства културе Републике Северне Македоније (2016–17).
Софија Грандаковска је 2018 године била главни истраживач за Северну Македонију у Европској истраживачкој инфраструктури за Холокауст [European Holocaust Research Infrastructure] и аутор студије о пројекту за идентификовање правних случајева релевантних за Холокауст, укључујући велика суђења у Македонији. Друго подручје њених истраживања на ову тему је судбина македонских Јевреја који су се током Другог светског рата нашли ван Македоније, на другим територијама окупираним од стране нациста. Грандаковска је први пут идентификовала имена око 200 македонских Јевреја које су у раној фази Холокауста убили немачки окупатор у Србији и његов сарадник, квислиншка влада Милана Недића и усташе у нацистичком сателиту Независна Држава Хрватска.

### Поезија
Софија Грандаковска је аутор две двојезичне књиге поезије. Осми дан [Осмиот ден / The Eighth Day] (2005) је савремена епско-лирска поема о светости која се доживљава и схвата као светлост и предмет људском крику.  Поетска књига Препечено сунце [Препечено сонце / The Burning Sun] (2009) претставља врста модерне религиозне имагинације која усваја дискурс молитве као њеног семиотичког оквира за разумевање интимног облика комуникације са светошћу.

## Позадина
Преци Софије Грандаковске су Сефарди из махала Велико Двориште [Голем Двор] и Нова Синагога у османском Монастиру (данашња Битољ). Њени непосредни преци су међу реткима који су преживели Холокауст променом имена.

## Радови
Упоредна књижевност и студије културе
-ауторске књиге
- Дискурс молитве [Говорот на молитвата] (2008)[3]
- Портрет слике [Портретот на сликата] (2010)[1]
- Неседална химна кроз реч и фреску [Неседалната химна низ слово и фреска] (2017)[6]
- Минијатуре и максимале [Минујатури и максимали] (2020)[34]

-ко-уредник и сарадник (аутор):
- ДОМА [DOMA /HOME], књ. 0, двојезично (енглеско-македонско) издање book-zine, приредили Антонио Петров, Софија Грандаковска (2010)[35]

Историја Јевреја и Холокауста на Балкану
-уредник и коаутор
- Јевреји из Македоније и холокауст: историја, теорија, култура [Евреите од Македоније и холокаустот: историја, теорија, култура / The Jews from Macedonia and the Holocaust: History, Theory, Culture] (2011)[36][37]

Поезија
- Осми дан  [Осмиот ден / The Eighth Day] (2005) [38]
- Препечено сунце [Препечено сонце / The Burning Sun] (2009)[39]

Књижевни преводи
- Сефардске приче [Сефарски приказни] (2014), Елиезер Папo, књижевне приче, превод са српског на македонски језик[40]
- Сарајево Мегила [Сарајевска Мегила] (2014), Елиезер Папо, роман, превод са српског на македонски језик[41]
- Господар и његови студенти [Учителот и неговите соговорници] (2016), Eлиезер Папо, роман, превод са српског на македонски језик[42]
- 54 песме и један стих [54 песме и еден стих] (2018), књига поезије Александра Петрова, превод са српског на македонски језик[43]

## Награде
- Захвалница за посебан допринос стварању капиталног дела „Македонија-миленијумске културно-историјске чињенице“, коју додељује Дирекција за заштиту културног наслеђа Републике Северне Македоније при Министарству културе (2013)
- „Најбоља млада научница године „Вита Поп Јорданова“ коју је наградила Македонска академија наука и уметности, за њен академски рад и међународно објављене научне студије у области упоредне књижевности, према међународној класификацији (2006)
- Плакета за афирмацију Универзитета „Св. Ћирила и Методија“, као добитница награде за Најбољег младог научника године „Вита Поп Јорданова“ Македонске академије наука и уметности (2006)
- Национално признање одлуком Владе Републике Северне Македоније као добитнице признања „Вита Поп-Јорданова“ из Македонске академије наука и уметности (2006)
- Признање за академски и истраживачки рад на културном наслеђу у Републици Северној Македонији (за пројекат „Женско монаштво у Македонији“), додели Форд Грант [Ford Grant] и Музеј града Скопља (2004)[2][13]